# 韋丁頓 (阿肯色州)
韋丁頓（英語：Weddington）是位於美國阿肯色州華盛頓縣的一個非建制地區。該地的面積和人口皆未知。

## 地理
韋丁頓的座標為36°05′18″N 94°25′26″W / 36.08833°N 94.42389°W，而該地的平均海拔高度為355米（即1165英尺）。